# Nuno Pina
Nuno Henrique Pina Nunes, noto semplicemente come Nuno Pina (Lisbona, 31 marzo 1999), è un calciatore portoghese, centrocampista dell'Ordino.

## Caratteristiche tecniche
È un mediano.

## Carriera

### Club
Dopo aver mosso i primi passi nelle giovanili del Martigny, nel luglio 2015 viene prelevato dal Sion che lo integra nelle selezioni Under-18 e Under-21.
Nell'estate 2018 si aggrega alla squadra Primavera del Genoa e nel gennaio 2019 si trasferisce al Chievo nell'ambito dell'operazione che porta Ivan Radovanović in Liguria. Il 18 agosto 2019 esordisce in maglia gialloblu nel terzo turno di Coppa Italia 2019-20 perso 2-1 contro il Cagliari. Il 21 settembre gioca la sua prima partita in Serie B contro il Pisa, subentrando a Joel Obi nel finale di partita (terminata 2-2). Quattro giorni dopo parte titolare nella sfida pareggiata 1-1 contro la Salernitana all'Arechi; in tale occasione Pina viene espulso per doppia ammonizione.
Nella stagione 2020-2021 gioca in prestito al Grasshoppers, club della seconda divisione svizzera, con cui vince il campionato, conquistando quindi la promozione in prima divisione.
Rimasto svincolato a seguito del fallimento dei veronesi, il 16 agosto 2021 si accasa agli spagnoli del Fuenlabrada.

### Nazionale
Col Portogallo Under-19 vince gli Europei 2018 in finale contro l'Italia, mentre con la nazionale Under-20 ha preso parte al campionato mondiale di categoria 2019.

## Palmarès

### Club

#### Competizioni nazionali
- Challenge League: 1

Grasshoppers: 2020-2021